# Teles von Megara
Teles von Megara (altgriechisch Τέλης Télēs) war ein griechischer antiker Philosoph, der im 3. Jahrhundert v. Chr. lebte. Man zählt ihn zu den Kynikern.
Teles ist aus lediglich einer einzigen Quelle bekannt, einer Schrift des Johannes Stobaios, in der sieben Passagen aus Schriften des Teles überliefert sind. Man weiß so gut wie nichts über Teles’ Leben und seine Philosophie.

## Leben
In einem der Zitate aus Teles’ Schriften findet sich eine Anspielung auf ein politisches Ereignis, das zwischen 242 und vermutlich 240 v. Chr. stattgefunden hat. Dies ist der einzige Anhaltspunkt zur Feststellung der Lebenszeit Teles’. Eine andere Passage legt nahe, dass Teles möglicherweise aus Megara stammte oder zumindest eine Zeit lang dort lebte.

## Lehre
Zu Teles’ Lehre sind bei Johannes Stobaios Textstellen erhalten, in denen Stobaios von einem sonst unbekannten Theodoros sieben Exzerpte wiedergibt. Man hat diese (als Diatriben verfassten) sieben Fragmente nach ihrem Thema benannt.
1. Über Schein und Sein (Περὶ τοῦ δοϰεῖν ϰαὶ τοῦ εἶναι). Das Sein sei dem Schein vorzuziehen. So könne es etwa schlimme Folgen haben, tapfer scheinen zu wollen, es in Wirklichkeit aber nicht zu sein.
2. Über Selbstgenügsamkeit (Περὶ αὐταρκείας). Um glücklich zu sein, müsse der Mensch die Dinge in jeder Situation so annehmen, wie sie eben sind.
3. Über Verbannung (Περὶ φυγῆς). Eine Verbannung nehme dem Menschen nichts wirklich Bedeutsames weg. Tugendhaft leben könne man überall.
4. Über Reichtum und Armut (Σύγκρασις πενίας καὶ πλούτου). Reichtum mache nicht glücklich. So gebe es viele unglückliche Reiche; umgekehrt gebe es glückliche Menschen, die in Armut leben.
5. Dass die Lust nicht das Lebensziel ist (Περὶ τοῦ μὴ εῖναι τέλος ἡδονὴν). Im Leben eines Menschen kommen Missvergnügen vor. Man könne also nicht immer Lust empfinden. Daher könne man die Lust nicht zum Lebensziel erklären.
6. Über Lebensverhältnisse (Περὶ περιστάσεων). Dieses Fragment behandelt dasselbe Thema wie das Fragment Über Selbstgenügsamkeit.
7. Über Affektfreiheit (Περὶ ἀπαθείας). Wie es zweck- und sinnlos sei, beispielsweise wegen des Todes eines Freundes in Verzweiflung zu verfallen, so sei es generell besser, sich von Gefühlen (Affekten) zu befreien.

## Textausgaben und Übersetzungen
- Pedro Pablo Fuentes González (Hrsg.): Les diatribes de Télès (= Histoire des doctrines de l’Antiquité classique. Band 23). Vrin, Paris 1998, ISBN 978-2-7116-1350-2 (maßgebliche Edition mit französischer Übersetzung und umfangreichem Kommentar)
- Georg Luck (Hrsg.): Die Weisheit der Hunde. Texte der antiken Kyniker in deutscher Übersetzung mit Erläuterungen (= Kröners Taschenausgabe. Band 484). Kröner, Stuttgart 1997, ISBN 3-520-48401-3, S. 256–286.